# Malek Akhmiss
Malek Akhmiss est un acteur marocain, né à Casablanca.

## Biographie
Issue d'une famille modeste, il vit le jour à Derb Sultan, l'un des vieux quartiers populaires de Casablanca. Son père est artisan en soudure.
Il obtient son baccalauréat en lettres au lycée Jamal Eddine El Mahyaoui.
Passionné des grands noms de la littérature, il choisit de s’inscrire à la faculté des lettres de Ben M’sik, où il décrocha une licence en littérature française.
Par la suite, il quitte sa ville natale pour préparer un doctorat en France.

## Carrière
Malek Akhmiss était l'un des rares disciples marocains du célèbre Théâtre du Soleil en France. Il suit aussi une formation au théâtre à l'école de Lasson[source insuffisante],.
Après plus de sept ans de carrière, on le retrouve dans plusieurs pièces théâtrales, des longs métrages et au cinéma : 
- 2002 : An Hour in Paradise de Jan Schütte et Face à face d'Abdelkader Lagtaâ
- 2003 : Rahma de Omar Chraibi
- 2004 : L'Impromptu de Casablanca, mise en scène de Mohammed Nadif, et La Chambre noire (prix Étalon d’argent) de Hassan Benjelloun[5],[6]
- 2006 : Ou vas-tu Moshé ? et La Chambre noire, signés Hassan Benjelloun
- 2008 : Le Jardin de Samira de Latif Lahlou
- 2009 : Les Oubliés de l'histoire de Hassan Benjelloun et Agadir Bombay de Meriem Bakir
- 2010 : Sex and the City 2 de Michael Patrick King
- 2010 : The End[7] de Hicham Lasri
- 2011 : La Source des femmes[8] de Radu Mihaileanu[6]
- 2017 : Aux pays des merveilles (Bilad Al âajaeb) de Jihane El Behar[9]
- 2021 : Les Trois Fresques de Mouad Moutaoukil[10]